# Franco-Albertains

Drapeau franco-Albertain

Les Franco-Albertains (anglais : Franco-Albertans) sont la population francophone de la province canadienne de l'Alberta. L'Alberta était majoritairement francophone jusqu'à la fin du XIXe siècle, mais est depuis majoritairement anglophone.
Dans la capitale de l'Alberta, Edmonton, cette population est surtout concentrée dans la zone de Bonnie Doon. À Calgary, une population importante est dispersée partout dans la ville. Il existe plusieurs communautés francophones regroupant au total quelques dizaines de milliers de personnes, comme celles de Bonnyville, Plamondon, Saint-Paul, principalement dans le nord et le nord-central de l'Alberta, St-Isidore, la municipalité régionale de Smoky River No  130 (incluant les villes de Falher, Donnelly, McLennan et Girouxville) principalement dans le nord-ouest de l'Alberta.) Depuis quelques décennies, il y a aussi des populations francophones en émergence dans les villes moyennes de l'Alberta telles que Grande Prairie, Fort McMurray, Red Deer et Lethbridge, entre autres.
L’Unithéâtre à Edmonton et la Société de Théâtre donnent des spectacles en français. Le Centre d’arts visuels de l’Alberta fournit un lieu d'expression pour des artistes et artisans francophones. Il existe également un festival annuel de langue et culture française de l'Alberta.

## Histoire

### Origines

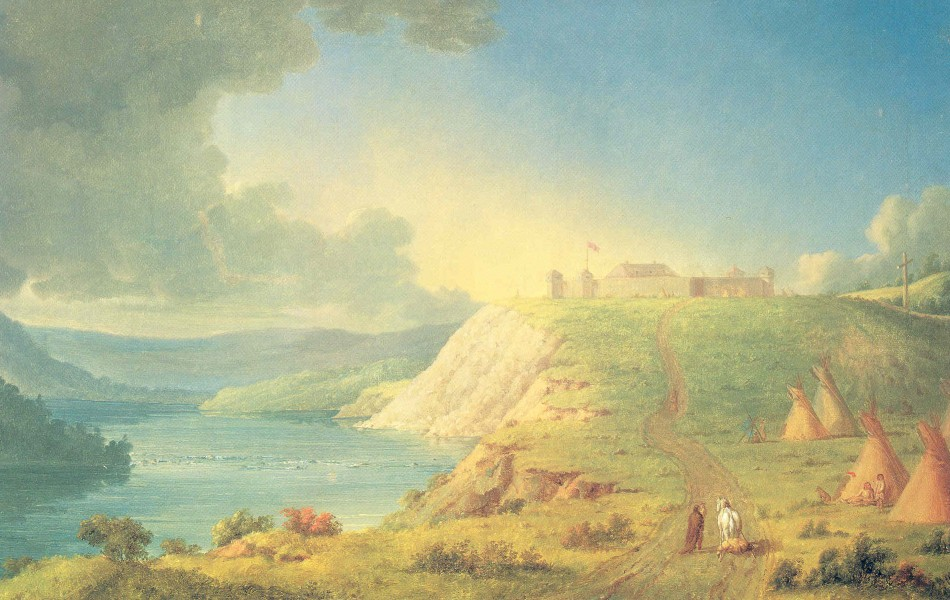
Le fort Edmonton, par Paul Kane.

Le territoire correspondant aujourd'hui à l'Alberta est exploré à 1741-1749 par les frères François et Louis-Joseph de la Vérendrye. Le territoire est alors peuplé par les Assiniboines, les Atsinas, les Cris, les Pieds-Noirs, les Slaveys, les Tchipewyans, les Tsa-dunnes et les Tsuu T'inas. Certains de ces peuples sont déjà présents depuis la fin du XVIIIe siècle et entretiennent très tôt des liens commerciaux avec les Blancs. Des coureurs des bois en provenance de la Nouvelle-France parcourent d'ailleurs le territoire à la recherche de fourrures. Le français devient donc la première langue d'origine européenne à être parlée sur le territoire. De nombreux toponymes francophones sont également créés. Anthony Henday en 1754, Peter Pond en 1778, Alexander MacKenzie en 1789 et en 1783 ainsi que Peter Fiddler et David Thompson au tournant du XIXe siècle explorent le reste du territoire. À la fin du XVIIIe siècle, il y a déjà 18 forts car la Compagnie de la Baie d'Hudson et la Compagnie du Nord-Ouest se disputent la traite des fourrures mais les deux fusionnent en 1821, conservant le nom de Compagnie de la Baie d'Hudson.
Des colons francophones de diverses régions du Canada et du monde s'établissent au cours du XIXe siècle. Les premiers missionnaires catholiques francophones à visiter le territoire sont les abbés Blanchet et Demers, en 1838. C'est à ce moment qu'est fondée la paroisse Saint-Joachim d'Edmonton. Il y a ensuite cinq missionnaires pour desservir tout le territoire mais les Oblats de Marie-Immaculée s'établissent en 1846. La première école est fondée en 1859 au fort Edmonton. Des communautés religieuses jouent un rôle important dans l'éducation et Albert Lacombe est l'un des principaux missionnaires.
La progression de l'établissement des Blancs au Nord menace le monopole de la Compagnie de la Baie d'Hudson (CBH). À la suite de la présentation du rapport de l'expédition de Henry Youle Hind de 1857, le gouvernement britannique décide de ne pas renouveler le permis de la CBH. Son territoire est acheté par le gouvernement canadien le 23 juin 1870 et constitue les Territoires du Nord-Ouest un an plus tard. Il n'y a qu'environ 1 000 Blancs en 1881 et, malgré l'arrivée du chemin de fer Canadien Pacifique à Calgary en 1883, la population augmente lentement et n'atteint que 17 500 Blancs en 1891. Le français a déjà un statut non officiel important à l'époque mais l'acte des Territoires du Nord-Ouest de 1875 n'offre aucune protection pour cette langue. En 1877, le gouvernement du Canada se ravise en adoptant l'article 11, qui permet l'usage du français dans les tribunaux, le Conseil territorial, les procès-verbaux et le journal de l'Assemblée ; en 1886, l'article 11 devient l'article 110 de la Loi des Territoires du Nord-Ouest. La loi fédérale protège les écoles catholiques et francophones, alors que la loi de 1875 prévoit, pour les minorités, le droit d'établir des écoles séparées. Le Conseil de l'éducation publique est créé en 1884 et divisé en deux comités, l'un protestant et l'autre catholique, gérant leurs propres écoles. L'enseignement religieux est toutefois restreint à une heure par jour.

### Quasi-disparition
En 1891, une campagne d'opposants à la langue française parvient à convaincre le gouvernement fédéral de modifier la loi, permettant à l'Assemblée territoriale de réglementer elle-même son fonctionnement. En 1892, l'Assemblée territoriale adopte la résolution Haultain, qui institue l'unilinguisme anglais. Une ordonnance impose ensuite l'anglais comme langue d'enseignement mais des modifications en 1896 et en 1901 permettent l'enseignement primaire en français lorsque les enfants ne comprennent pas l'anglais. L'usage du français commence alors à se perdre.
La création de variétés hâtives de blé dur, la pénurie de terres agricoles dans l'Ouest américain, la fin de la Grande Dépression et surtout la politique énergique de colonisation du gouvernement fédéral cause un afflux massif d'immigrants en Alberta entre 1896 et la Première Guerre mondiale, constituant l'une des migrations les plus importantes de l'histoire nord-américaine. Cela a pour conséquence de reléguer la langue française au second plan derrière l'anglais. Des prêtres colonisateurs déclenchent alors une vaste campagne d'immigration auprès des francophones du Québec et de la Nouvelle-Angleterre. Le curé Jean-Baptiste Morin, le plus important des prêtres colonisateurs, parvient à faire venir 620 familles durant les années 1890. À la même époque des Canadiens-français arrivent du Kansas et fondent le village de Rivière Qui Barre au nord d'Edmonton.

### Lutte pour la reconnaissance et prospérité

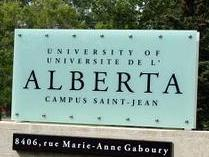
Panneau signalétique du campus de la faculté Saint-Jean d'Edmonton.

La Société Saint-Jean-Baptiste, fondée au Québec en 1843, s'établit en Alberta en 1894, où elle devient l'une des premières organisations représentatives des Franco-albertains. Le premier journal francophone, L'Ouest canadien, paraît pour la première fois en 1898. La province d'Alberta est créée en 1905 par la Loi sur l'Alberta. Les écoles publiques catholiques francophones sont toutefois protégées par les dispositions linguistiques de la loi. Le Courrier de l'ouest est fondé la même année et est remplacé plus tard par Le Progrès et Progrès albertain. Les institutions privées font exceptions et peuvent fonctionner en français. Le Juvénat Saint-Jean est ainsi fondé en 1908 et déménagé à Edmonton en 1911, où le Collège des Jésuites est fondé deux ans plus tard. La Société du parler français est fondée en 1912 à Edmonton, suivie du Cercle Jeanne-d'Arc en 1913. Le journal L'union est fondé en 1917 mais est remplacé par La Survivance en 1928. Face à l'interprétation vague de la loi quant à l'éducation français, de nouvelles directives sont adoptées en 1925, permettant notamment l'usage d'explications en français lorsque le cours est donné en anglais. L'Association canadienne-française de l'Alberta (ACFA) est fondée la même année. De concert avec le journal La Survivance, elle pourvoit les écoles d'instituteurs bilingues et s'assure de l'enseignement efficace du français. Ces institutions contribuent à l'essor du mouvement coopératif. La Loi sur les grandes unités scolaires, adoptée en 1936, comporte des clauses protégeant les écoles catholiques et francophones. Le juvénat, fondé en 1908, devient le Collège Saint-Jean en 1943 à la suite de la fermeture du Collège des Jésuites. Cet établissement d'enseignement devient la faculté Saint-Jean de l'université d'Alberta puis en 2005 le Campus de la faculté Saint-Jean.

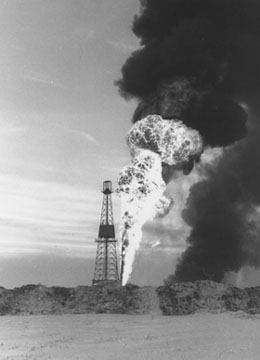
Le puits Leduc 1.

Du pétrole est découvert dans le champ Leduc en 1947, amorçant la transformation de l'économie de la province, bénéficiant à la majeure partie de la population et transformant Edmonton et Calgary en métropoles prospères. La station de radio CHFA (AM) est ouverte en 1949 après 15 ans d'efforts. En 1964, un amendement à la Loi scolaire permet l'enseignement d'une heure de français par jour dans les écoles. L'ACFA est reconnue par l'Assemblée législative la même année. Le journal La Survivance est renommé Le Franco en 1967. La Loi scolaire de 1968 permet l'enseignement en français durant la moitié de la journée scolaire. La Loi sur les langues officielles du Canada est adoptée en 1969. Le programme des langues officielles dans l'enseignement est mis sur pied en 1970, favorisant la création de programmes d'immersion. CHFA (AM) devient la propriété de la Société Radio-Canada en 1973. Une deuxième modification à la Loi scolaire permet l'enseignement en français durant 80 % de la journée. L'enseignement du français comme langue seconde est déjà de plus en plus populaire chez les anglophones. Le premier et le deuxième choc pétrolier des années 1970 favorisent l'économie albertaine. Les Oblats se retirent du Collège Saint-Jean en 1976 et le collège devient un campus de l'Université d'Alberta l'année suivante. La Policy on Minority Language Education (Politique sur l'éducation dans la langue minoritaire) est déposée en 1978. Le Language Service Branch est créé au sein du ministère de l'Éducation par la suite. Le drapeau franco-albertain, une œuvre de Jean-Pierre Grenier, est adopté en 1982. L'article 23 de la Charte canadienne des droits et libertés, adoptée la même année, reconnait le droit à l'instruction dans la langue de la minorité, le droit aux établissements d'enseignement et le droit à la gestion. Les deux premières écoles francophones subventionnées par des fonds publics sont ouvertes en 1984 à Edmonton et à Calgary. En 1987, l'Assemblée législative demande au député Léo Piquette de s'excuser de s'être exprimé en français mais une manifestation de soutien regroupant 500 personnes font reculer les élus. La Loi scolaire de l'Alberta étant désormais jugée inconstitutionnelle, une nouvelle loi est adoptée en 1988 mais jugée insuffisante par les Franco-albertains. La même année, la Loi 60 abolit les droits linguistiques conférés par l'article 110 de la Loi des Territoires-du-Nord-Ouest, rendant l'Alberta officiellement anglophone. L'usage du français dans les tribunaux et à l'Assemblée législative est toutefois protégé. Une politique d'enseignement du français langue seconde est adoptée la même année. En 1990, la Cour suprême du Canada reconnaît le droit à la gestion scolaire dans la cause Mahé v. Alberta; la cause était devant les tribunaux à partir de 1983. La récession des années 1980, l'effondrement des prix du pétrole et des céréales en 1986 et la récession du début des années 1990 nuisent à l'économie de toute la province. La première Fête franco-albertaine a lieu en 1990. En 1991, le ministère de l'Éducation de l'Alberta met sur pied le French Language Working Group, qui se prononce en faveur de la création des conseils scolaires francophones. La Loi 8 de 1993 crée finalement ces commissions; leurs premiers commissaires sont élus l'année suivante. Un système de services juridiques en français pour les causes criminelles est mis sur pied en 1995. L'Alberta devient membre de la Conférence ministérielle sur la Francophonie canadienne en 1996. Le gouvernement de Ralph Klein parvient à dégager un surplus budgétaire important la même année, par l'effet combiné des compressions budgétaires importantes et de la remontée des cours du pétrole. Certains effets de ces compressions se ressentent toutefois à long terme sur la qualité des services. La première entente Canada-Alberta sur les services en français est signées en 1997. La province devient membre associé de l'Assemblée parlementaire de la Francophonie en 1998. Le Secrétariat francophone de l'Alberta est créé en 1999. La gestion des écoles francophones est restructurée en cinq autorités régionales francophones la même année. Toujours en 2009 a lieu le premier Rendez-vous de la francophonie (RVF) dans la rotonde de l'Assemblée législative. Le Regroupement artistique francophone de l'Alberta (RAFA) est mis sur pied en 2005 et officiellement reconnu par le gouvernement provincial deux ans plus tard. Le monument Empreinte francophone, œuvre de Herman Poulin, est inauguré en 2007 devant l'Assemblée législative. En 2008, la cour provinciale reconnaît les dispositions linguistiques de la Loi des Territoires du Nord-Ouest en faveur de Gilles Caron, qui avait reçu une contravention en langue anglaise; la province va en appel de cette décision.

## Répartition géographique et démographie
(octobre 2013).

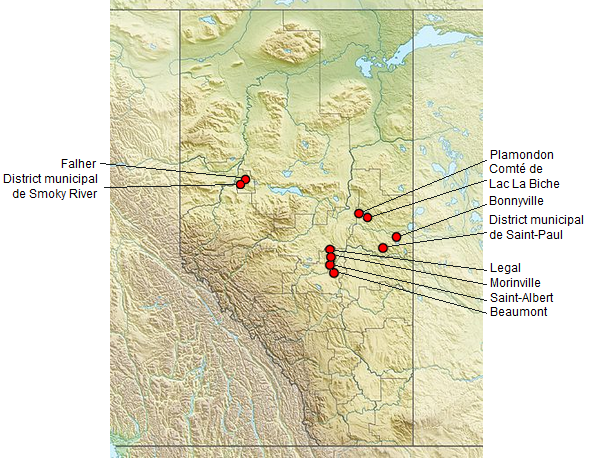
Réseau des municipalités bilingues de l'Alberta.

En 2011, l'Alberta comptait 81 085 personnes ayant le français comme langue maternelle ; en 2016 elles sont 72 150. Le français est utilisé couramment par 72,150 personnes (2016), pas nécessairement de langue maternelle française, soit 2,05 % de la population totale. De 3,6 % de la population totale en 1951, le poids démographique des franco-albertains a baissé mais se stabilise autour de 2 % depuis les années 1990. Selon Yves Frenette, il y avait en fait 319 040 Franco-albertains en 1999, la plupart s'étant anglicisés. 225 085 personnes, soit près de 7 % de la population, connaissaient le français ce qui en fait la deuxième langue de la province derrière l'anglais, et ce nombre ne cesse d'augmenter. La population franco-albertaine a augmenté de façon importante – 56 730 en 1991 à 72 150 en 2016 – grâce à l'économie florissante de la province.
Le nombre de Franco-albertains parlant français à la maison a baissé de 22 700 personnes en 1971 à 17 822 en 1996 mais remonte depuis ce temps, étant à 71 535 en 2016. De plus, 41 840 personnes utilisaient couramment le français à la maison en 2016, une population en hausse comprenant 14 000 personnes ayant l'anglais comme langue maternelle. Près de 22 % des Franco-albertains travaillaient en français, ce qui équivaut à 1,4 % de la population active totale de l'Alberta.
Les franco-albertains sont d'origines diverses. En 2006, 51,6 % étaient nés dans une autre province et 16,0 % dans un autre pays. Les nouveaux arrivants composaient 7,8 % de la population. La plupart d'entre eux provenaient d'Europe. L'immigration francophone est en croissance et 48 % des immigrants sont arrivés après 1996. L'immigration représente à la fois une opportunité et un défi, notamment en matière d'éducation, et la FCFA a mis sur pied un comité stratégique sur l'immigration, tandis que divers organismes œuvrent à l'intégration des immigrants. Les immigrants francophones s'installent surtout à Calgary et Edmonton mais aussi à Brooks, Fort McMurray et Grande-Prairie. 2 700 Franco-albertains étaient aussi des autochtones.
La population franco-albertaine est âgée – 44 ans en moyenne comparativement à 36 % dans l'Alberta entière – mais peut compter sur une population active plus nombreuse. Les Franco-albertains sont relativement éduqués. En 2006, 20 % de la population active ne possédait pas de diplôme secondaire, sous la moyenne canadienne de 25,6 %, alors que 20,5 % ont un diplôme ou un certificat universitaire, un taux légèrement plus élevé que la moyenne provinciale et dépassant la moyenne canadienne, qui est de 16 %.
Il y a des Franco-albertains dans toutes les régions de la province. Les villes d'Edmonton et de Calgary, au sud de la province, regroupent toutefois une bonne partie de la communauté, offrant de nombreux emplois et services. À Edmonton, ils sont concentrés dans les banlieues de Beaumont, au sud, de Saint-Albert, Morinville et Legal, au nord de la ville, ainsi que dans le quartier de Bonnie Doon. Les Franco-albertains sont majoritaires à Falher et à Girouxville, dans le centre-ouest de la province. Une importante concentration de population se retrouve également dans le nord, à Bonnyville, Lac La Biche, Plamondon, Rivière-la-Paix et Saint-Paul. Les franco-albertains sont d'ailleurs concentrés historiquement dans le nord de la province.
Neuf municipalités sont membres du Réseau des municipalités bilingues de l'Alberta : Beaumont, Legal, Falher, Plamondon, Morinville, Saint-Albert, Bonnyville, le comté de Lac La Biche, le district municipal de Smoky River et Saint-Paul.

## Économie
La communauté profite du dynamisme de l'économie albertaine et le revenu moyen atteint désormais 42 529 $, légèrement sous la moyenne provinciale mais le deuxième plus haut chez les francophones canadiens hors-Québec, derrière les Territoires du Nord-Ouest et le Nunavut.
Les Franco-albertains travaillent dans divers secteurs mais sont très présents dans le secteur primaire, dans l'industrie de la construction ainsi que dans l'administration publique, l'éducation et la santé. En 2006, les entrepreneurs comptaient pour 14,6 % de la population.
|                                          | Franco-albertains |
| Agriculture, foresterie, pêche et chasse | 3,5 %             |
| Mines, extraction du pétrole et du gaz   | 6,6 %             |
| Services publics                         | 0,7 %             |
| Construction                             | 10,4 %            |
| Fabrication                              | 6,8 %             |
| Commerce de gros                         | 4,1 %             |
| Commerce de détail                       | 8,3 %             |
| Transport et entreposage                 | 6,2 %             |
| Industrie de l'information               | 1,6 %             |
| Finance et assurances                    | 2,8 %             |
| Services immobiliers                     | 1,9 %             |
| Services professionnels                  | 6,7 %             |
| Gestion de sociétés                      | 0,1 %             |
| Services administratifs                  | 3,6 %             |
| Services d'enseignement                  | 9,3 %             |
| Soins de santé                           | 7,8 %             |
| Arts                                     | 1,9 %             |
| Hébergement                              | 5,4 %             |
| Autres services                          | 5,0 %             |
| Administration publique                  | 6,7 %             |

Les trois occupations les plus courantes chez les Franco-albertains sont la vente et les services, les métiers des transports et de la machinerie ainsi que la finance, les affaires et l'administration.
Mains d'œuvre selon le type d'emploi en 2006
|                   | Gestion | Affaires, finance, administration | Sciences naturelles et appliquées | Santé | Sciences sociales, enseignement, administration publique | Arts, culture, sports, loisirs | Vente et services | Métiers, transports et machinerie | Secteur primaire | Transformation, fabrication et services d'utilité publique |
| ----------------- | ------- | --------------------------------- | --------------------------------- | ----- | -------------------------------------------------------- | ------------------------------ | ----------------- | --------------------------------- | ---------------- | ---------------------------------------------------------- |
| Franco-albertains | 9,7 %   | 16,9 %                            | 7,9 %                             | 4,6 % | 9,0 %                                                    | 2,5 %                          | 20,3 %            | 20,9 %                            | 5,3 %            | 3,0 %                                                      |
| Alberta           | 9,7 %   | 17,7 %                            | 7,5 %                             | 5,4 % | 7,1 %                                                    | 2,3 %                          | 22,7 %            | 18,2 %                            | 6,1 %            | 3,4 %                                                      |
| Canada            | 9,7 %   | 17,9 %                            | 6,6 %                             | 5,6 % | 8,4 %                                                    | 3,0 %                          | 23,9 %            | 15,1 %                            | 3,8 %            | 5,9 %                                                      |

## Services
L'Alberta compte cinq commissions scolaires francophones regroupant trente-deux écoles et plus de 3 000 élèves,. Il y a également vingt-huit prématernelles, deux garderies et huit groupes de jeux. Le campus Saint-Jean de l'Université de l'Alberta, à Edmonton, offre plusieurs baccalauréats en français et deux maîtrises bilingues. L'Université de Calgary et le Northern Alberta Institute of Technology offrent aussi des formations en français.
Les Franco-albertains d'Edmonton disposent également de la librairie le Carrefour.
Le Réseau santé albertain a pour mission de développer l'offre de services de santé en français. Il publie sur internet un registre des services en français comptant plus de 1200 noms. Des comités régionaux en font aussi la promotion dans la région de la Rivière-de-la-Paix, où un coordonnateur des services de santé en français travaille pour l'autorité régionale de Peace Country. Il existe une clinique interprofessionnelle francophone de santé à Saint-Thomas. La Société de Mieux-être du Centre-Est aide au développement des services en français. La population bénéficie de résidences pour personnes âgées francophones.
En Alberta, 4,5 % des centres de services du gouvernement du Canada sont désignés bilingues.
Il n'existe aucune loi protégeant les services en français en Alberta, la Loi linguistique de 1988 déclarant la province officiellement anglophone. Le Secrétariat francophone de l'Alberta, d'un budget de 400 000 $, a par contre la responsabilité d'améliorer les relations entre le gouvernement et la communauté franco-albertaine. Conformément au Code criminel du Canada, il est possible de recevoir un procès criminel en français et la province a même créée un système de services juridiques en français. Cet organisme gère aussi l'entente Canada-Alberta sur les services en français, dont les fonds s'élèvent à 650 000 $ annuellement. Même s'il n'y a aucune garantie quant au droit civil, la Loi linguistique détermine quatre palais de justice où il est possible de tenir un procès dans cette langue. Beaumont, Legal et Falher sont les seules municipalités officiellement bilingues. Des municipalités comme Edmonton et Calgary publient tout de même des dépliants bilingues. Plusieurs municipalités ont aussi des panneaux bilingues.
Le journal Le Franco publie annuellement un répertoire des entrepreneurs, services et professionnels francophones.

## Société civile
Les Franco-albertains sont représentés par l'Association canadienne-française de l'Alberta, qui chapeaute douze associations régionales et deux cercles locaux. De nombreux organismes communautaires sont regroupés dans la Cité des Rocheuses à Calgary et La Cité francophone à Edmondton. Il y a des centres communautaires à Edmonton, Bonnyville, Saint-Isidore et Falher, ainsi que des centres scolaires-communautaires à Calgary, Saint-Paul, Plamondon, Legal et Fort McMurray. Le Regroupement artistique francophone de l'Alberta (RAFA) comptait 100 membres – artistes et organismes – en 2009.
Les Archives provinciales de l'Alberta et les Archives du Campus Saint-Jean préservent le patrimoine des Franco-albertains. La Société généalogique du Nord-Ouest et la Société généalogique de Smokey River sont les deux sociétés généalogiques locales.

## Culture

### Arts
Edmonton compte une troupe professionnelle de théâtre, L'UniThéâtre, et il y a aussi des troupes amateurs dans plusieurs villes.
Il existe plusieurs groupes de danses folkloriques et d'autres styles, tels que Zéphyr à Edmonton, Les Blés d'Or à Saint-Paul, Les Pleins Soleils à Saint-Isidore et Les Vol-au-Vents à Bonnyville.

### Fêtes et traditions
Plusieurs événements sont organisés annuellement, comme la Fête franco-albertaine, le Festival de théâtre jeunesse, les Jeux francophones de l'Alberta, la Chicane albertaine, le Gala albertain de la chanson, Edmonton Chante, le Festival Cinémagine, le Carnaval de Saint-Isidore et le Festival des Sucres à Calgary.

### Médias
La province compte un hebdomadaire francophone, Le Franco, publié par l'ACFA à Edmonton, qui traite à la fois des nouvelles généralistes et des dossiers franco-albertains. Le Chinook est un mensuel privé imprimé à Calgary et desservant le sud de la province. L’Universo est un mensuel trilingue à but non lucratif desservant les principales villes.
La station CBXFT-DT de la Télévision de Radio-Canada diffuse à partir d'Edmonton. Le bulletin de nouvelles Le Téléjournal-Alberta est produit sur place, de même que l'émission jeunesse Oniva, qui est rediffusée à l'échelle canadienne durant l'été. De plus, diverses chaînes francophones comme TV5 Québec Canada et TVA sont accessibles à la population par câble ou satellite.
La Première Chaîne de Radio-Canada compte une station de radio diffusant à partir d'Edmonton et Calgary, CHFA (AM). La société d'État offre aussi une programmation d'Espace Musique dans les deux villes depuis 2004. La région de Rivière-de-la-Paix compte une station de radio communautaire, CKRP-FM. Des radios fonctionnent de façon temporaires dans d'autres localités.

### Personnalités franco-albertaines

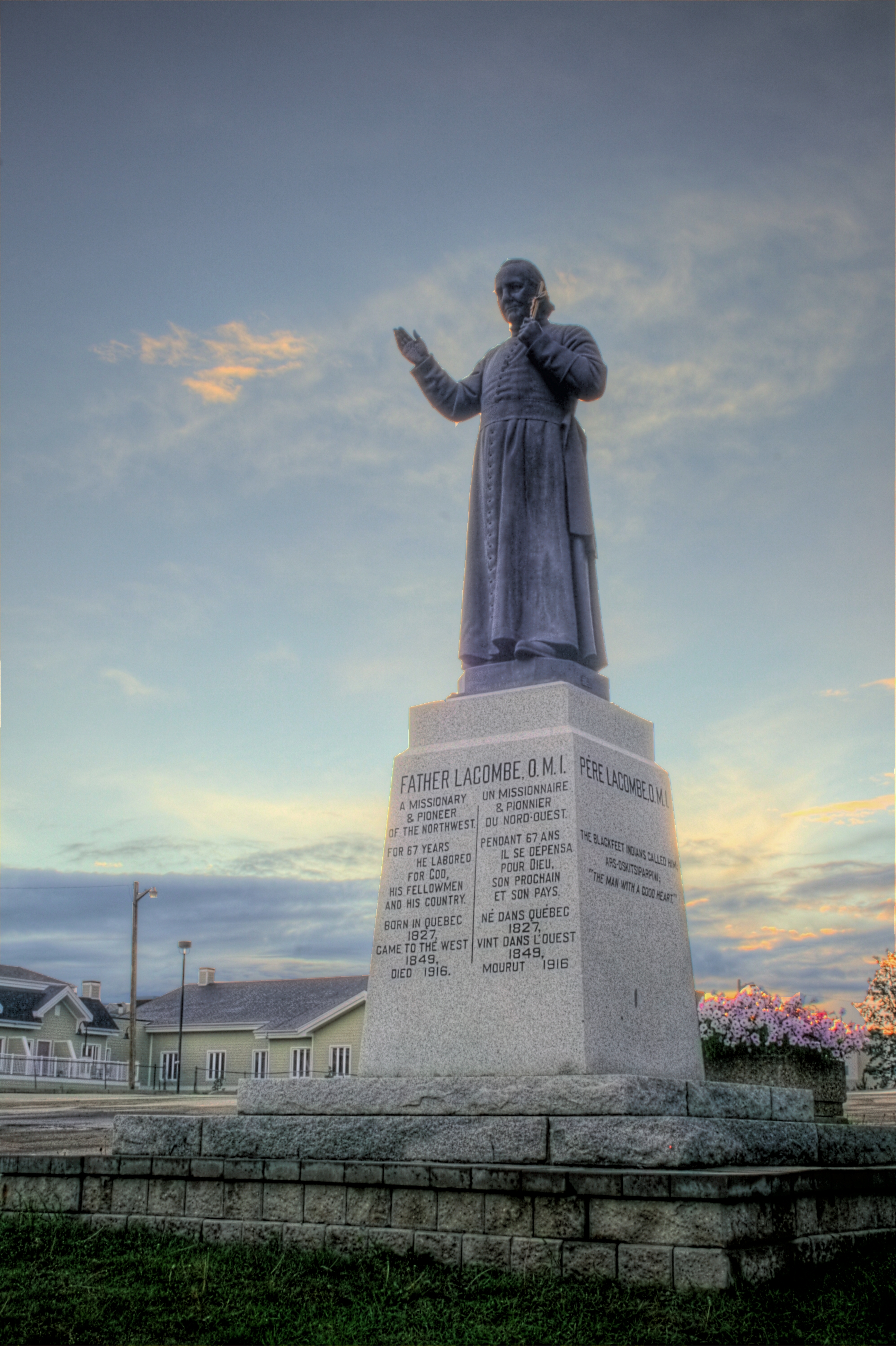
Statue du Père Lacombe à St Albert.

- Chris Benoit, (1967-2007) lutteur (catcheur)
- Aristide Blais, médecin et sénateur
- René Bourque, joueur de hockey
- Gilbert Brulé, joueur de hockey
- Les Bûcherons, chanteurs
- Travis Charest, dessinateur, encreur et coloriste
- Denis Ducharme, député provincial
- Robert Goulet, acteur et chanteur
- Père Albert Lacombe
- Marcel Lambert, homme politique fédéral
- Paul André Joseph Langevin, député provincial
- Mary Moreau, magistrate
- Roger Motut, enseignant et écrivain
- Mark Messier, joueur de hockey retraité en étant vainqueur cinq fois de la Coupe Stanley avec les Oilers d'Edmonton puis une avec les Rangers de New York
- Jean Patenaude, producteur de télévision, réside à Edmonton
- Dion Phaneuf, joueur de hockey
- Aristide Philippot, Missionnaire, Docteur en Philosophie et en théologie, écrivain, Chevalier des Arts et des Lettres.
- Léo Piquette, député provincial
- Crystal Plamondon, chanteuse, auteure-compositeure et percussionniste
- Pierre Poilievre, homme politique fédéral
- Sylvie Van Brabant, cinéaste documentariste canadienne
- Claudette Tardif, sénatrice
- Marcel Rocque, curleur
- Edmund A. Aunger, professeur